# Костянтинівська територіальна громада (Миколаївська область)
Костянтинівська сільська територіальна громада — територіальна громада в Україні, у Миколаївському районі Миколаївської області, з адміністративним центром у селі Костянтинівка.

## Загальна інформація
Площа території — 467,6 км², населення громади — 9 782 особи (2020 р.).

## Населені пункти
До складу громади увійшли села Баловне, Гуріївка, Зайве, Кандибине, Костянтинівка, Новоінгулка, Новоматвіївське, Новопетрівське, Піски, Себине та Сільвестрівське.

## Історія
Створена у 2020 році, відповідно до розпорядження Кабінету Міністрів України № 719-р від 12 червня 2020 року «Про визначення адміністративних центрів та затвердження територій територіальних громад Миколаївської області», шляхом об'єднання територій та населених пунктів Баловненської, Гур'ївської, Кандибинської, Костянтинівської, Новопетрівської та Себинської сільських рад Новоодеського району Миколаївської області.